# Recchia (owad)
Recchia – rodzaj chrząszczy z rodziny kózkowatych i z podrodziny zgrzypikowych. 

## Zasięg występowania
Przedstawiciele tego rodzaju występują w Ameryce Płd. i Środkowej.

## Systematyka
Do Recchia zaliczanych jest 25 gatunków:

- Recchia abauna
- Recchia acutipennis
- Recchia albicans
- Recchia boliviana
- Recchia distincta
- Recchia drechseli
- Recchia fallaciosa
- Recchia flaveola
- Recchia fonsecai
- Recchia gemignanii
- Recchia goiana
- Recchia gracilis
- Recchia hirsuta
- Recchia hirticornis
- Recchia lanei
- Recchia ludibriosa
- Recchia moema
- Recchia nearnsi
- Recchia parvula
- Recchia piriana
- Recchia planaltina
- Recchia procera
- Recchia ravida
- Recchia veruta
- Recchia volcanensis